# 佩蒂永站
佩蒂永站（Pétillon）是布鲁塞尔地铁5号线的车站，位于比利时布鲁塞尔首都大区埃特贝克。

## 名称
该站得名于附近的佩蒂永少校街（Rue Major Pétillon/Majoor Pétillonstraat），其以比利时炮兵军官、埃特贝克市议员阿蒂尔·佩蒂永的名字命名。